# Норт-Эршир
Норт-Эршир (англ. North Ayrshire, гэльск. Siorrachd Inbhir Àir a Tuath) — один из 32 округов Шотландии. Граничит с округами Ист-Эршир, Саут-Эршир и Ренфрушир. Помимо материковой территории включает в себя остров Арран и несколько других небольших островов в заливе Ферт-оф-Клайд. Округ был образован в 1996 году на территории области Каннингем.

## Населенные пункты
| - Ардроссан (Ardrossan) - Бит (Beith) - Бродик (Brodick) - Уэст-Килбрайд (West Kilbride) - Далрай (Dalry) | - Эрвин (Irvine) - Килберни (Kilbirnie) - Килуиннинг (Kilwinning) - Ламлаш (Lamlash) - Ларгс (Largs) | - Лохранза (Lochranza) - Милпорт (Millport) - Солткотс (Saltcoats) - Стивенстон (Stevenston) - Уайтинг-Бей (Whiting Bay) |

|  |  |

## Экономика
На территории области находятся атомные станции Хантерстон А и Хантерстон B.

## Достопримечательности
- Средневековые замки Бродик и Лохранза